# Dobrești (gmina w okręgu Bihor)
Dobrești – gmina w Rumunii, w okręgu Bihor. Obejmuje miejscowości Cornișești, Crâncești, Dobrești, Hidișel, Luncasprie, Răcaș, Topa de Jos i Topa de Sus. W 2011 roku liczyła 5260 mieszkańców.